# Mohammed Amin Khan

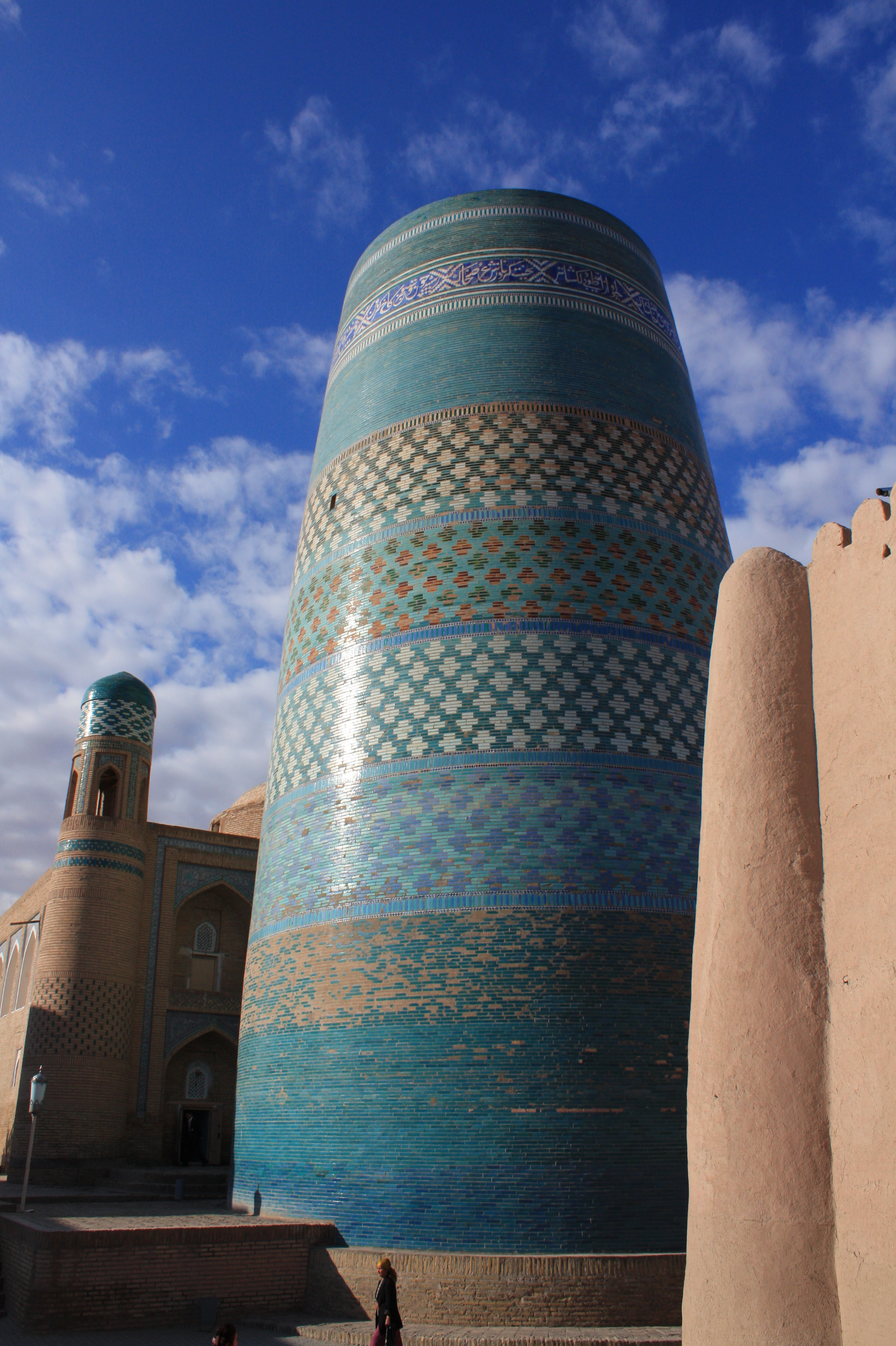
Vue du Kalta Minor.

Mohammed Amin Kahn, ou Mouhammad Amin-khan (1817-1855), est un khan de la dynastie ouzbèke des Koungrates qui régna au Khorezm. Il dirigea le khanat de Khiva de 1845 à sa mort en 1855. Il est le fils d'Alla Kouli Khan.

## Règne
Il monte sur le trône en 1845 à la mort de son frère Rahim Kouli Khan (1842-1845). Il tente de renforcer le pouvoir central et de soumettre la rébellion constante des aristocrates turkmènes, mais sans beaucoup de succès. Il dirige une dizaine de razzias contre Merv et le Khorassan.
En décembre 1846, des émissaires du khan se rendent à Orenbourg, ville frontière russe, afin de se diriger vers la capitale Saint-Pétersbourg, où ils arrivent le 19 mars 1847. Les deux envoyés du khan soulèvent la question de l'arasement du fort de Raïmak construit par les Russes près de l'embouchure du Syr-Daria dans la mer d'Aral. L'empereur Nicolas oppose un refus catégorique. De petits accrochages ont lieu en 1847-1848 entre les soldats russes et les guerriers du khan. Ayant subi des revers et épuisé sa force d'attaque, Mohammed Amin Khan décide d'envoyer à nouveau en 1850 un émissaire à Saint-Pétersbourg: Khodja Mehrem Allaberdy, mais les entretiens ne mènent à rien.

## Rayonnement culturel
C'est sous le règne de Mohammed Amin qu'est construite à Khiva l'une des médersas parmi les plus grandes de la ville. La médersa Mohammed Amin Khan pouvait recevoir jusqu'à deux cent-soixante étudiants. Le souverain fait aussi construire le minaret Kalta Minor, l'un des symboles de la ville. Le chroniqueur de la cour du khan, Agakhi, a relaté les faits de son règne.

## Mort
Mohammed Amin dirige en 1855 une expédition à l'oasis de Serakhs contre les tribus Tekkés turkmènes. Celles-ci demandent l'appui du mirza (gouverneur) persan de Machhad, Feridoun Mirza, qui envoie de la citadelle de Derbent, à 75 km, sept mille hommes, puis trois mille autres du Khorassan avec dix canons. La bataille tourne à la défaite du khan de Khiva. Ses six canons sont pris par les Persans et les troupes sont en déroute. Il est surpris dans son campement par une division d'hommes de Merv commandée par Mohammed Hossein. Deux cents Khorézmiens sont tués et le khan est fait prisonnier, puis décapité. 
Son fils Abdoullah lui succède, mais il est tué lui aussi six mois plus tard dans un combat contre des aristocrates  rebelles. Koutloug Mourad monte alors sur le trône, mais il connaît le même sort. Finalement Saïd Mohammed Khan (1856-1864) monte sur le trône.